# Benny Paret
Benny „Kid” Paret, właśc. Bernardo Paret (ur. 14 marca 1937 w Santa Clara, zm. 3 kwietnia 1962 w Nowym Jorku) – kubański bokser, były zawodowy mistrz świata kategorii półśredniej, tragicznie zmarły w wyniku obrażeń odniesionych w ostatniej walce.

## Kariera sportowa
Pierwszą walkę zawodową stoczył w 1954. Wygrał pierwszych trzynaście pojedynków, zanim w październiku 1956 znokautował go Rolando Rodríguez. Później nadal wygrywał większość walk, choć w 1958 dwukrotnie przegrał z Luisem Rodríguezem. Od listopada 1958 walczył w Stanach Zjednoczonych. W 1959 wygrał cztery walki, przegrał trzy (w tym z Gasparem Ortegą), a także zremisował z José Torresem.
Po wygraniu jednej walki i zremisowaniu w kolejnej w 1960 Paret otrzymał szansę walki o mistrzostwo świata w wadze półśredniej. 25 maja tego roku w Las Vegas jednogłośnie pokonał na punkty dotychczasowego mistrza Dona Jordana i zdobył tytuł. Następnie stoczył dwa pojedynki, w których tytuł mistrzowski nie był stawką (w tym przegrał z Dennym Moyerem), a 10 grudnia 1960 w Nowym Jorku w pierwszej obronie tytułu pokonał Federico Thompsona.
W lutym 1961 Paret ponownie przegrał z Ortegą, a 1 kwietnia w Miami Beach stracił mistrzostwo świata, gdy Emile Griffith znokautował go w 13. rundzie. W walce rewanżowej 30 września 1961 w Nowym Jorku Paret zwyciężył Griffitha na punkty i odzyskał mistrzostwo. Następnie próbował zdobyć tytuł mistrza świata organizacji NBA w wadze średniej, ale 9 grudnia 1961 w Las Vegas obrońca tytułu Gene Fullmer znokautował go w 10. rundzie.
Swą ostatnią walkę Paret stoczył 24 marca 1962 w Madison Square Garden w Nowym Jorku z Emile Griffithem. Stawką było mistrzostwo świata w wadze półśredniej. Podobno podczas ważenia rywali Paret obraził Griffitha nazywając go maricón, co po hiszpańsku jest wulgarnym określeniem osoby homoseksualnej (Griffith w istocie był biseksualny). Walka była transmitowana na żywo przez telewizję. W 6. rundzie Paret powalił Griffitha, ale ten podniósł się w wymaganym czasie. Po 11 rundach Griffith prowadził na punkty. W 12. rundzie zapędził Pareta do narożnika. Tam Paret otrzymał wiele ciężkich ciosów, stojąc oparty o liny, a potem na nich zwisając, zanim arbiter Ruby Goldstein przerwał walkę i odciągnął Griffitha od niego. Paret nieprzytomny osunął się na ring i został wyniesiony z sali. Zmarł 10 dni później nie odzyskawszy przytomności wskutek krwotoku śródmózgowego.
Tragiczna walka Pareta z Griffithem został opisana w dokumentalnym filmie Ring of Fire z 2005.